# Rendezvous at Midnight
Rendezvous at Midnight és una pel·lícula de misteri estatunidenca de 1935 dirigida per Christy Cabanne i protagonitzada per Ralph Bellamy i Valerie Hobson. La pel·lícula va ser produïda i distribuïda per l'estudi de Hollywood Universal Pictures. El títol de la pel·lícula estava pensat originalment per a Secret of the Chateau, estrenada l'any anterior, però després es va reciclar el títol provisional per a aquesta pel·lícula.

## Argument
La Sandra Rogers està irritada perquè el seu promès, el comissari de policia Robert Edmonds, sempre està massa ocupat amb la feina per veure-la. Ella capta la seva atenció confessant en broma haver acabat de cometre l'assassinat d'un despietat home de negocis. La sospita sembla apuntar cap a ella quan realment es descobreix que l'home està mort.

## Repartiment
- Ralph Bellamy com Comissari Robert Edmonds
- Valerie Hobson com Sandra Rogers
- Catherine Doucet com Fernande
- Irene Ware com Myra
- Helen Jerome Eddy com Emmy
- Purnell Pratt com Alcalde
- Kathlyn Williams com Mrs. Arthur Dewey
- Edgar Kennedy com Mahoney
- Vivien Oakland com Lillian Haskins
- William P. Carleton com Jutge
- Lluís Alberni com Conserge